# Loupiac (Lot)
Loupiac è un comune francese di 283 abitanti situato nel dipartimento del Lot nella regione dell'Occitania.

## Società

### Evoluzione demografica
Abitanti censiti